# Muhari Eszter
Muhari Eszter (Budapest, 2002. szeptember 30. –) olimpiai bronzérmes magyar párbajtőrvívó.

## Sportpályafutása
2017-ben a Plovdivban rendezett kadét Európa-bajnokságon ezüstérmet szerzett. A 2018-as kadét Európa-bajnokságon aranyérmes volt egyéniben, és csapatban (Büki Lili, Dékány Kinga, Kolczonay Borbála). 2019-be megvédte kadét kontinensbajnoki címét. Ugyanitt a juniorok között egyéniben a tizenhat között eset ki, a csapatban ötödik lett. A junior vb-n a 12. helyen zárt, a kadétok között a dobogó legfelső fokára állhatott. A 2019-es düsseldorfi Európa-bajnokságon a női párbajtőrcsapat tagjaként a negyeddöntőben szenvedett vereséget Lengyelország ellen. A Budapesten rendezett világbajnokságon a 64-es főtáblára jutásért legyőzte az olimpiai bajnok ukrán Jana Semjakinát is. A 2020-as junior Európa-bajnokságon bronzérmet szerzett.
A koronavírus-járvány miatt több utánpótlás világversenye elmaradt. A 2022-es junior Eb-n egyéniben második, csapatban (Büki, Gachályi Gréta, Salamon Réka) első volt. A 2022-es antalyai vívó Európa-bajnokságon a negyeddöntőbe jutott, ahol az ukrán Vlada Harkova ellen 15-8 arányban alulmaradt, és az 5. helyen végzett. 2023 januárjában a dohai Grand Prix versenyen bronzérmet szerzett. Az augusztusban a kínai Csengtu városában megrendezett Egyetemi Világjátékokon a párbajtőrcsapat (Gnám Tamara, Kardos Edina, Tóth Jázmin) bronzérmet szerzett. 2023-ban és 2024-ben is ezüstérmet szerzett a párbajtőrcsapat (Gnám Tamara, Nagy Blanka, Dékány Kinga) tagjaként. Bár az olimpiai kvalifikációs ranglistán Kun Anna megelőzte, azonban utóbbi kétéves eltiltást kapott doppingvétség miatt, így végül Muhari léphetett pástra a párizsi olimpián.
Az ötkarikás játékokon egyéniben bronzérmet szerzett, miután a harmadik helyért rendezett asszót 15−14 arányban megnyerte az észt Nelli Differt ellen. A nap korábbi asszói során két kínai és egy koreai (a 2022-es egyéni világbajnok Szong Szera) ellenfelét búcsúztatta, az elődöntőben a hazai közönség előtt vívó Auriane Mallo ellen maradt alul 15–9 arányban.

### Eredményei
Magyar bajnokság
Egyéni
- aranyérmes: 2018, 2019, 2021, 2024, 2025

Csapat
- aranyérmes: 2016, 2019, 2024
- ezüstérmes: 2022, 2025
- bronzérmes: 2018

## Tanulmányai
A Károlyi Mihály Magyar–Spanyol Tannyelvű Gimnázium után 2022-ben az indianai Notre Dame Egyetem hallgatója lett gazdasági szakon.

## Díjai, elismerései
- Magyar Arany Érdemkereszt (2024)[25]
- Az év magyar vívója: 2024[26]